# 巨瓣兜兰
巨瓣兜兰（学名：Paphiopedilum bellatulum）为兰科兜兰属下的一个种。